# Agnès Armengol i Altayó
Pour les articles homonymes, voir Armengol.
Agnès Armengol i Altayó, également connue sous le nom d'Agnès Armengol de Badia, née en 1852 à Sabadell et morte le 30 janvier 1934 dans la même ville, est une écrivaine espagnole d'expression catalane,.

## Biographie
Fille d'une famille de fabricants de textiles, elle étudie à l'Escolàpies de Sabadell (ca)[Quoi ?] puis à Barcelone et à Castres en France.
C'est dans ces lieux que ses talents d'écrivaine ont commencé à se manifester. Elle publie dans diverses revues de Barcelone et de Sabadell et s'engage dans la défense de la langue, de la culture et des traditions catalanes. Elle est également pianiste et a composé quelques pièces. 
Parmi ses œuvres : Redempció (1925), El dies clars (1926), deux recueils de ses poèmes.

## Œuvres
- (ca) Lays, Barcelona, Tip. Espanyola, 1879.
- (ca) Ramell de semprevives, Sabadell, Imprenta y Litografía de M. Torner, 1891.
- (ca) Redempció : poema / Pòrtic de Josep Lleonart, Sabadell, Editeur inconnu, coll. « Biblioteca Sabadellenca ; 4 », 1925 (lire en ligne).
- (ca) El dies clars : petits poemes / Pòrtic de Mossèn Anton Navarro, Sabadell, Editeur inconnu, coll. « Biblioteca Sabadellenca ; 7 », 1926 (lire en ligne).
- (ca) Rosari antic. Tradicions i records, Sabadell, Editeur inconnu, coll. « Biblioteca Sabadellenca ; 10 », 1926.